# The Principle of Evil Made Flesh
The Priniciple of Evil Made Flesh – pierwsza płyta studyjna black metalowego zespołu Cradle of Filth, którego premiera odbyła się 1994 roku.

## Lista utworów
Opracowano na podstawie materiału źródłowego.
1. "Darknes Our Bride" - 2:00
2. "The Principle of Evil Made Flesh" - 4:34
3. "The Forest Whispers My Name" - 5:06
4. "Iscariot" - 2:33
5. "The Black Goddess Rises" - 6:48
6. "One Final Graven Kiss" - 2:15
7. "A Crescendo of Passion Bleeding" - 5:30
8. "To Eve the Art of Witchcraft" - 5:28
9. "Of Mist and Midnight Skies" - 8:09
10. "In Secret Love We Drown" - 1:29
11. "A Dream of Wolves in the Snow" - 2:10
12. "Summer Dying Fast" - 5:39

## Twórcy
Opracowano na podstawie materiału źródłowego.
| Zespół Cradle of Filth w składzie - Dani Filth - wokal prowadzący - Paul Allender - gitara rytmiczna, gitara prowadząca - Paul Ryan - gitara rytmiczna, gitara prowadząca - Robin Graves - gitara basowa - Benjamin Ryan - instrumenty klawiszowe - Nicholas Barker - perkusja, instrumenty perkusyjne | Dodatkowi muzycy - Frater Nihil - inwokacja - Andrea Meyer - gościnnie wokal - Soror Proselenos - gościnnie wiolonczela - Darren White - gościnnie wokal | Produkcja - Mark - zdjęcia - Paul Harries - zdjęcia - Chris Bell - okładka - Nilesh - mastering - Magne "Mags" Furuholmen - miksowanie - Nigel Wingrove - kierownictwo artystyczne |